# Liste der griechischen Töpfer und Vasenmaler/K

## Namentlich bekannte Künstler
| Name             | Wikidata               | Profession             | Herkunft                | Stil                   | Zeit                   | Bemerkung                                                                    | Beispiel               |
| ---------------- | ---------------------- | ---------------------- | ----------------------- | ---------------------- | ---------------------- | ---------------------------------------------------------------------------- | ---------------------- |
| Kachrylion       |                        | Töpfer                 | Attika                  | RF                     | Ende 6./Anfang 5. Jh.  | bedeutender Töpfer der Pioniergruppe, Schalentöpfer, auch Chachrylion        |                        |
| Kaliades         |                        | Töpfer                 | Attika                  | RF                     | 485/80                 | englisch Kalliades                                                           |                        |
| Kalikleas        |                        | Töpfer                 | Ithaka                  | OR                     | 675/50                 |                                                                              |                        |
| Kalikles         |                        | Töpfer                 | Attika                  | SF                     | um 560                 | englisch Kallikles                                                           |                        |
| Kallis           |                        | Töpfer                 | Attika                  | RF                     | um 480                 | nach Kallis ist der Kallis-Maler benannt                                     |                        |
| Karithaios       |                        | Töpfer                 | Attika                  | SF                     | 520/10                 | nach Karithaios wurde der Karithaios-Maler benannt                           |                        |
| Kaulos           |                        | Töpfer                 | Attika                  | SF                     | Mitte 6. Jh.           | alternative Schreibweise ist Kaylos, Kleinmeister                            |                        |
| Kaylos           | siehe unter Kaulos     | siehe unter Kaulos     | siehe unter Kaulos      | siehe unter Kaulos     | siehe unter Kaulos     | siehe unter Kaulos                                                           | siehe unter Kaulos     |
| Kealtes          |                        | Vasenmaler             | Attika                  | SF                     | Mitte 6. Jh.           |                                                                              |                        |
| Kephalos         |                        | Töpfer                 | Attika                  |                        | 1/2 5. Jh.             | keine Werke bekannt, nur als Politiker und Redner bekannt                    |                        |
| Kittos           |                        | Töpfer                 | Attika und wohl Ephesos | RF                     | 2/2 4. Jh.             | Töpfer Panathenäischer Preisamphoren; nach ihm ist die Kittos-Gruppe benannt |                        |
| Kleimachos       |                        | Töpfer                 | Attika                  | SF                     | Mitte 6. Jh.           |                                                                              |                        |
| Kleisophos       |                        | Vasenmaler             | Attika                  | SF                     | 3/3 6. Jh.             |                                                                              |                        |
| Kleitias         | siehe unter Klitias    | siehe unter Klitias    | siehe unter Klitias     | siehe unter Klitias    | siehe unter Klitias    | siehe unter Klitias                                                          | siehe unter Klitias    |
| Kleophrades      |                        | Töpfer                 | Attika                  | RF                     | Anfang 5. Jh.          | nach Kleophrades wurde der Kleophrades-Maler benannt                         |                        |
| Klitias          |                        | Vasenmaler             | Attika                  | SF                     | 570/60                 | alternative Schreibweise ist Kleitias                                        |                        |
| Klitomenes       | siehe unter Kritomenes | siehe unter Kritomenes | siehe unter Kritomenes  | siehe unter Kritomenes | siehe unter Kritomenes | siehe unter Kritomenes                                                       | siehe unter Kritomenes |
| Kokylion         |                        | Töpfer                 | Attika                  | SF                     | 550/30                 | Kleinmeister                                                                 |                        |
| Kolchos          |                        | Töpfer                 | Attika                  | SF                     | um 540                 | Kleinmeister                                                                 |                        |
| Koroibos         |                        | Töpfer                 |                         |                        | mythisch               | laut Plinius dem Älteren mythischer Erfinder der Töpferei                    |                        |
| Kritomenes       |                        | Töpfer                 | Attika                  | SF                     | Mitte 6. Jh.           | Kleinmeister, auch als Klitomenes gelesen                                    |                        |
| Kriton           |                        | Töpfer                 | Attika                  | SF                     | um 530                 | nach Kriton wurde die Kriton-Gruppe benannt                                  |                        |
| Kulunie Larthuza |                        | Vasenmaler             | Etrurien                | BU                     | Ende 7. Jh.            |                                                                              |                        |

## Nicht namentlich bekannte Künstler (Notnamen)
| Name                                  | Wikidata                                           | Profession                                         | Herkunft                                           | Stil                                               | Zeit                                               | Bemerkung                                                                                   | Beispiel                                           |
| ------------------------------------- | -------------------------------------------------- | -------------------------------------------------- | -------------------------------------------------- | -------------------------------------------------- | -------------------------------------------------- | ------------------------------------------------------------------------------------------- | -------------------------------------------------- |
| K-S-Maler                             |                                                    | Vasenmaler                                         | Apulien                                            | RF                                                 | 325-305                                            | gehört zur Kantharos-Gruppe                                                                 |                                                    |
| Kabir-Maler                           | siehe unter Kabiros-Maler                          | siehe unter Kabiros-Maler                          | siehe unter Kabiros-Maler                          | siehe unter Kabiros-Maler                          | siehe unter Kabiros-Maler                          | siehe unter Kabiros-Maler                                                                   | siehe unter Kabiros-Maler                          |
| Kabiros-Maler                         |                                                    | Vasenmaler                                         | Böotien                                            | SF                                                 | 4/4 5. Jh.                                         | auch Kabir-Maler oder Kabiren-Maker, englisch Kabeiros Painter, gehört zur Kabiren-Gruppe   |                                                    |
| Kadmos-Maler                          |                                                    | Vasenmaler                                         | Attika                                             | RF                                                 | 4/4 5. Jh.                                         |                                                                                             |                                                    |
| Kaeppeli-Maler                        |                                                    | Vasenmaler                                         | Korinth                                            | SF                                                 | 625–600                                            |                                                                                             |                                                    |
| Käfig-Maler                           |                                                    | Vasenmaler                                         | Attika                                             | RF                                                 | 1/4 5. Jh.                                         |                                                                                             |                                                    |
| Kaineus-Maler                         |                                                    | Vasenmaler                                         | Attika                                             | RF/WG                                              |                                                    |                                                                                             |                                                    |
| Kaktus-Maler                          |                                                    | Vasenmaler                                         | Attika                                             | SF                                                 | Ende 6. Jh.                                        | gehört zur Leagros-Gruppe                                                                   |                                                    |
| Kalauria-Maler                        |                                                    | Vasenmaler                                         | Korinth                                            | SF                                                 |                                                    |                                                                                             |                                                    |
| Kalliope-Maler                        |                                                    | Vasenmaler                                         | Attika                                             | RF                                                 | um 430                                             |                                                                                             |                                                    |
| Kallis-Maler                          |                                                    | Vasenmaler                                         | Attika                                             | SF                                                 | Mitte 6. Jh.                                       | nach dem Töpfer Kallis benannt                                                              |                                                    |
| Kalymnos-Maler                        |                                                    | Vasenmaler                                         | Attika                                             | RF                                                 |                                                    |                                                                                             |                                                    |
| Kalmarer Maler                        |                                                    | Vasenmaler                                         |                                                    |                                                    |                                                    |                                                                                             |                                                    |
| Kamarina-Maler                        |                                                    | Vasenmaler                                         | Attika                                             | RF                                                 |                                                    |                                                                                             |                                                    |
| Kamel-Maler                           |                                                    | Vasenmaler                                         | Attika oder Böotien                                | SF                                                 | 2/2 6. Jh.                                         | auch Camel-Maler                                                                            |                                                    |
| Kammitsis-Collection-Maler            |                                                    | Vasenmaler                                         | Attika                                             | RF                                                 |                                                    |                                                                                             |                                                    |
| Maler der Kanne Vatikan 73            | siehe unter Maler von Vatikan 73                   | siehe unter Maler von Vatikan 73                   | siehe unter Maler von Vatikan 73                   | siehe unter Maler von Vatikan 73                   | siehe unter Maler von Vatikan 73                   | siehe unter Maler von Vatikan 73                                                            | siehe unter Maler von Vatikan 73                   |
| Karikatur-Maler                       |                                                    | Vasenmaler                                         | Argolis                                            | MY                                                 | 3/4 13. Jh.                                        | Painter 32 bei Vermeule–Karageorghis                                                        |                                                    |
| Karithaios-Maler                      |                                                    | Vasenmaler                                         | Attika                                             | SF                                                 | 520/10 nach dem Töpfer Karithaios benannt          |                                                                                             |                                                    |
| Karkinos-Maler                        |                                                    | Vasenmaler                                         | Attika                                             | RF                                                 |                                                    |                                                                                             |                                                    |
| Karlsruhe-Maler                       |                                                    | Vasenmaler                                         | Attika                                             | RF                                                 | 475/50                                             | auch Karlsruher Maler                                                                       |                                                    |
| Maler von Karlsruhe 66/140            |                                                    | Vasenmaler                                         | Apulien                                            | RF                                                 | 3/4 4. Jh.                                         |                                                                                             |                                                    |
| Maler von Karlsruhe B 9               |                                                    | Vasenmaler                                         | Apulien                                            | RF                                                 | 380-360                                            | Mitglied und einer der Namensgeber der Karlsruhe-B-9-Dijon-Gruppe                           |                                                    |
| Maler von Karlsruhe B 138             |                                                    | Vasenmaler                                         | Attika                                             |                                                    |                                                    |                                                                                             |                                                    |
| Maler des Karlsruhe-Paris             |                                                    | Vasenmaler                                         | Attika                                             | RF                                                 | um 400                                             | auch Maler des Paris von Karlsruhe                                                          |                                                    |
| Karlsruher Maler                      | siehe unter Karlsruhe-Maler                        | siehe unter Karlsruhe-Maler                        | siehe unter Karlsruhe-Maler                        | siehe unter Karlsruhe-Maler                        | siehe unter Karlsruhe-Maler                        | siehe unter Karlsruhe-Maler                                                                 | siehe unter Karlsruhe-Maler                        |
| Maler des Karlsruher Skyphos          |                                                    | Vasenmaler                                         | Attika                                             | SF                                                 |                                                    |                                                                                             |                                                    |
| Karneia-Maler                         |                                                    | Vasenmaler                                         | Lukanien                                           | RF                                                 | 4. Jh.                                             | gehört zur PKP-Gruppe und damit zur Pisticci-Amykos-Gruppe                                  |                                                    |
| Karussell-Maler                       |                                                    | Vasenmaler                                         | Korinth                                            | SF                                                 |                                                    | auch Carroussel-Maler                                                                       |                                                    |
| Kassandra-Maler                       |                                                    | Vasenmaler                                         | Attika                                             | SF                                                 | 2/4 6. Jh.                                         |                                                                                             |                                                    |
| Kassandra-Maler                       |                                                    | Vasenmaler                                         | Apulien                                            | RF                                                 | 2/2 4. Jh.                                         | auch Cassandra-Maler, gehört zur Cassandra-Parrish-Werkstatt                                |                                                    |
| Kassel-Maler                          |                                                    | Vasenmaler                                         | Attika                                             | RF                                                 | 3/4 5. Jh.                                         | auch Kasseler Maler                                                                         |                                                    |
| Maler von Kassel T 603                |                                                    | Vasenmaler                                         | Attika                                             |                                                    |                                                    | auch Maler von Kassel T.603                                                                 |                                                    |
| Maler von Kassel T 674                |                                                    | Vasenmaler                                         | Attika                                             | SF                                                 | um 540                                             | auch Maler von Kassel T.674, gehört zu Gruppe E                                             |                                                    |
| Maler von Kassel T 750                |                                                    | Vasenmaler                                         | Korinth                                            | SF                                                 | 1/4 6. Jh.                                         | auch Maler von Kassel 750                                                                   |                                                    |
| Kasseler Maler                        | siehe unter Kassel-Maler                           | siehe unter Kassel-Maler                           | siehe unter Kassel-Maler                           | siehe unter Kassel-Maler                           | siehe unter Kassel-Maler                           | siehe unter Kassel-Maler                                                                    | siehe unter Kassel-Maler                           |
| Maler der Kasseler Schale             |                                                    | Vasenmaler                                         | Apulien                                            | RF                                                 |                                                    |                                                                                             |                                                    |
| Katze-und-Hund-Maler                  |                                                    | Vasenmaler                                         | Attika                                             | RF                                                 |                                                    |                                                                                             |                                                    |
| Kavalkade-Maler                       |                                                    | Vasenmaler                                         | Korinth                                            | SF                                                 | 2/4 6. Jh.                                         | auch Cavalcade-Maler, identifiziert mit dem Reiterfries-Maler, gehört zur Gorgoneion-Gruppe |                                                    |
| Maler der keifenden Frauen            |                                                    | Vasenmaler                                         | Apulien                                            | RF                                                 | 2/4 4. Jh.                                         |                                                                                             |                                                    |
| Kekrops-Maler                         |                                                    | Vasenmaler                                         | Attika                                             | RF                                                 | 410–400                                            |                                                                                             |                                                    |
| Krotala-Maler                         |                                                    | Vasenmaler                                         | Attika                                             | SF                                                 | 500–490                                            |                                                                                             |                                                    |
| Kensington-Maler                      |                                                    | Vasenmaler                                         | Attika                                             | RF                                                 |                                                    |                                                                                             |                                                    |
| Kentauren-Maler                       |                                                    | Vasenmaler                                         | Attika                                             | SF                                                 | Mitte 6. Jh.                                       | Kleinmeister, auch Maler der Kentauren                                                      |                                                    |
| Maler der Kentauromachie des Louvre   | siehe unter Maler der Louvre-Kentauromachie        | siehe unter Maler der Louvre-Kentauromachie        | siehe unter Maler der Louvre-Kentauromachie        | siehe unter Maler der Louvre-Kentauromachie        | siehe unter Maler der Louvre-Kentauromachie        | siehe unter Maler der Louvre-Kentauromachie                                                 | siehe unter Maler der Louvre-Kentauromachie        |
| Maler der Kentauromachie von Florenz  |                                                    | Vasenmaler                                         | Attika                                             | SF                                                 | 2/3 5. Jh.                                         |                                                                                             |                                                    |
| Kephalos-Maler                        |                                                    | Vasenmaler                                         | Attika                                             | RF                                                 | Mitte 5. Jh.                                       | veralteter Name für das Spätwerk des Syriskos-Malers                                        |                                                    |
| Kephisophon-Maler                     |                                                    | Vasenmaler                                         | Attika                                             | SF/WG                                              | um 500                                             |                                                                                             |                                                    |
| Kerameikos-Maler                      |                                                    | Vasenmaler                                         | Attika                                             | SF                                                 | um 600                                             |                                                                                             |                                                    |
| Maler von Kerameikos 1314             |                                                    | Vasenmaler                                         | Attika                                             | SG                                                 |                                                    |                                                                                             |                                                    |
| Maler der Kevorkian Oinochoe          |                                                    | Vasenmaler                                         |                                                    |                                                    |                                                    |                                                                                             |                                                    |
| Keyside-Maler                         |                                                    | Vasenmaler                                         | Attika                                             | SF                                                 | Ende 6. Jh.                                        |                                                                                             |                                                    |
| Khanenko-Maler                        |                                                    | Vasenmaler                                         | Attika                                             | RF                                                 |                                                    |                                                                                             |                                                    |
| Maler von Kiel B 41                   | siehe unter Kieler Maler                           | siehe unter Kieler Maler                           | siehe unter Kieler Maler                           | siehe unter Kieler Maler                           | siehe unter Kieler Maler                           | siehe unter Kieler Maler                                                                    | siehe unter Kieler Maler                           |
| Maler von Kiel B 599                  |                                                    | Vasenmaler                                         | Attika                                             | RF                                                 |                                                    |                                                                                             |                                                    |
| Kieler Maler                          |                                                    | Vasenmaler                                         | Böotien                                            | SF                                                 | 1/4 5. Jh.                                         | auch Maler von Kiel B 41                                                                    |                                                    |
| Kiew-Maler                            |                                                    | Vasenmaler                                         | Attika                                             | KE                                                 |                                                    |                                                                                             |                                                    |
| Kithara-Maler                         |                                                    | Vasenmaler                                         | Etrurien                                           | EO                                                 | 2/4 7. Jh.                                         |                                                                                             |                                                    |
| Maler der Kitharaspielenden Sirene    |                                                    | Vasenmaler                                         | Apulien                                            | RF                                                 |                                                    |                                                                                             |                                                    |
| Maler der klagenden Trojanerinnen     |                                                    | Vasenmaler                                         | Attika                                             | SF                                                 | Ende 6. Jh.                                        | auch Maler der klagenden Troianerinnen                                                      |                                                    |
| Kleibolos-Maler                       |                                                    | Vasenmaler                                         | Attika                                             | SF                                                 | 1/3 5. Jh.                                         | auch Kleiboulos-Maler                                                                       |                                                    |
| Klejman-Maler                         |                                                    | Vasenmaler                                         | Apulien                                            | RF                                                 |                                                    |                                                                                             |                                                    |
| Kleomelos-Maler                       |                                                    | Vasenmaler                                         | Attika                                             | RF                                                 | Ende 6. Jh.                                        | möglicherweise mit Apollodoros identisch                                                    |                                                    |
| Kleophon-Maler                        |                                                    | Vasenmaler                                         | Attika                                             | RF                                                 | 440/30                                             | gehört zur Polygnot-Gruppe                                                                  |                                                    |
| Kleophrades-Maler                     |                                                    | Vasenmaler                                         | Attika                                             | RF                                                 | frühes 5. Jh.                                      | benannt nach dem Töpfer Kleophrades, einer der bedeutendsten Vasenmaler des frühen 5. Jh.   |                                                    |
| Klinik-Maler                          |                                                    | Vasenmaler                                         | Attika                                             | RF                                                 | 1/3 5. Jh.                                         |                                                                                             |                                                    |
| Klio-Maler                            |                                                    | Vasenmaler                                         | Attika                                             | RF                                                 | 550/30                                             | auch Clio-Maler                                                                             |                                                    |
| Klügmann-Maler                        |                                                    | Vasenmaler                                         | Attika                                             | RF                                                 | 3/4 5. Jh.                                         | englisch Klugmann Painter                                                                   |                                                    |
| Klumpfuß-Maler                        |                                                    | Vasenmaler                                         | Attika                                             | SF                                                 |                                                    | englisch Club-foot Painter                                                                  |                                                    |
| Klyka-Maler                           |                                                    | Vasenmaler                                         | Korinth                                            |                                                    |                                                    |                                                                                             |                                                    |
| Maler der Knopfhenkelschale in Sardis | siehe unter Maler der sardischen Knopfhenkelschale | siehe unter Maler der sardischen Knopfhenkelschale | siehe unter Maler der sardischen Knopfhenkelschale | siehe unter Maler der sardischen Knopfhenkelschale | siehe unter Maler der sardischen Knopfhenkelschale | siehe unter Maler der sardischen Knopfhenkelschale                                          | siehe unter Maler der sardischen Knopfhenkelschale |
| Kodros-Maler                          |                                                    | Vasenmaler                                         | Attika                                             | RF                                                 | 3/4 5. Jh.                                         |                                                                                             |                                                    |
| Kolmar-Maler                          |                                                    | Vasenmaler                                         | Attika                                             | RF                                                 | 1/4 5. Jh.                                         |                                                                                             |                                                    |
| Kolumbus-Maler                        |                                                    | Vasenmaler                                         | Korinth                                            | SF                                                 | 640/25                                             | auch Columbus-Maler                                                                         |                                                    |
| Komaris-Maler                         |                                                    | Vasenmaler                                         | Attika                                             | RF                                                 | 3/4 5. Jh.                                         |                                                                                             |                                                    |
| Maler des Komos in der Ermitage       |                                                    | Vasenmaler                                         | Attika                                             | RF                                                 |                                                    | auch Ermitage-Komos-Maler                                                                   |                                                    |
| Konnakis-Maler                        |                                                    | Vasenmaler                                         | Apulien                                            | GN                                                 | 375-350                                            | einer der Erfinder des Gnathia-Stils; Hauptmeister der Konnakis-Gruppe                      |                                                    |
| Kopenhagen-Maler                      | identisch mit Syriskos                             | identisch mit Syriskos                             | identisch mit Syriskos                             | identisch mit Syriskos                             | identisch mit Syriskos                             | identisch mit Syriskos                                                                      | identisch mit Syriskos                             |
| Maler von Kopenhagen 68C              |                                                    | Vasenmaler                                         | Attika                                             | SF                                                 |                                                    | Hauptvertreter und Namensgeber der Gruppe von Kopenhagen 68                                 |                                                    |
| Maler von Kopenhagen 85               |                                                    | Vasenmaler                                         | Attika                                             | SF                                                 |                                                    |                                                                                             |                                                    |
| Maler von Kopenhagen 103              |                                                    | Vasenmaler                                         | Attika                                             | SF                                                 |                                                    |                                                                                             |                                                    |
| Maler von Kopenhagen 244              |                                                    | Vasenmaler                                         | Kampanien                                          | RF                                                 |                                                    |                                                                                             |                                                    |
| Maler von Kopenhagen 1061             |                                                    | Vasenmaler                                         | Attika                                             | RF                                                 |                                                    |                                                                                             |                                                    |
| Maler von Kopenhagen 3830             |                                                    | Vasenmaler                                         | Attika                                             | RF/WG                                              |                                                    |                                                                                             |                                                    |
| Maler von Kopenhagen 3880             |                                                    | Vasenmaler                                         | Attika                                             | RF/WG                                              | 2/4 5. Jh.                                         |                                                                                             |                                                    |
| Maler von Kopenhagen 4223             |                                                    | Vasenmaler                                         | Apulien                                            | RF                                                 | 2/2 4. Jh.                                         | Hauptmaler und Namensgeber der Gruppe von Kopenhagen 4223                                   |                                                    |
| Maler von Kopenhagen H 153            |                                                    | Vasenmaler                                         | Falisker                                           | RF                                                 | 2/2 4. Jh.                                         |                                                                                             |                                                    |
| Maler der Kopenhagener Sphingen       |                                                    | Vasenmaler                                         | Korinth                                            | SF                                                 |                                                    |                                                                                             |                                                    |
| Maler des Kopenhagener Tänzers        |                                                    | Vasenmaler                                         | Apulien                                            | RF                                                 | Mitte 4. Jh.                                       | aus der Dareios-Unterwelt-Werkstatt, namensgebend für die Gruppe des Kopenhagener Tänzers   |                                                    |
| Kopf-in-der-Luft-Maler                |                                                    | Vasenmaler                                         | Korinth                                            | SF                                                 | 550/40                                             |                                                                                             |                                                    |
| Maler von Korinth 1256                |                                                    | Vasenmaler                                         | Attika                                             | RF                                                 |                                                    | auch Maler von Corinth 1256                                                                 |                                                    |
| Maler von Korinth C 32-112            |                                                    | Vasenmaler                                         | Korinth                                            | SF                                                 |                                                    | auch Maler von Corinth C 32-112                                                             |                                                    |
| Maler von Korinth C 40-159            |                                                    | Vasenmaler                                         | Korinth                                            | SF                                                 |                                                    | auch Maler von Corinth C 40-159                                                             |                                                    |
| Maler von Korinth C 47-612            |                                                    | Vasenmaler                                         | Korinth                                            | SF                                                 |                                                    | auch Maler von Corinth C 47-612                                                             |                                                    |
| Maler von Korinth CP 1997             |                                                    | Vasenmaler                                         | Korinth                                            | SF                                                 |                                                    | auch Maler von Corinth CP 1997                                                              |                                                    |
| Maler von Korinth CP 2391             |                                                    | Vasenmaler                                         | Korinth                                            | SF                                                 |                                                    | auch Maler von Corinth CP 2391                                                              |                                                    |
| Maler von Korinth KP 14               |                                                    | Vasenmaler                                         | Korinth                                            | SF                                                 |                                                    | auch Maler von Corinth KP 14                                                                |                                                    |
| Maler von Korinth KP 64               |                                                    | Vasenmaler                                         | Korinth                                            | SF                                                 |                                                    | auch Maler von Corinth KP 64                                                                |                                                    |
| Maler von Korinth KP 96               |                                                    | Vasenmaler                                         | Korinth                                            | SF                                                 |                                                    | auch Maler von Corinth KP 96                                                                |                                                    |
| Maler von Korinth MP 6                |                                                    | Vasenmaler                                         | Korinth                                            | SF                                                 | 590/70                                             | auch Maler von Corinth MP 6, Maler von Corinth MP-6 und Maler von Korinth MP-6              |                                                    |
| Maler der Korinth Phialen             |                                                    | Vasenmaler                                         | Korinth                                            | SF                                                 |                                                    |                                                                                             |                                                    |
| Maler der Korinther Lekythos          |                                                    | Vasenmaler                                         | Attika                                             | RF/WG                                              |                                                    |                                                                                             |                                                    |
| Maler der Korinthischen Hasenjagd     |                                                    | Vasenmaler                                         | Korinth                                            | PK                                                 |                                                    |                                                                                             |                                                    |
| Korona-Maler                          | siehe unter Corona-Maler                           | siehe unter Corona-Maler                           | siehe unter Corona-Maler                           | siehe unter Corona-Maler                           | siehe unter Corona-Maler                           | siehe unter Corona-Maler                                                                    | siehe unter Corona-Maler                           |
| Koropoi-Maler                         |                                                    | Vasenmaler                                         | Attika                                             | RF                                                 | 1/4 5. Jh.                                         |                                                                                             |                                                    |
| Krabben-Maler                         |                                                    | Vasenmaler                                         | Apulien                                            | RF                                                 | 3/4 4. Jh.                                         |                                                                                             |                                                    |
| Kraipale-Maler                        |                                                    | Vasenmaler                                         | Attika                                             | RF                                                 | 3/3 5. Jh.                                         |                                                                                             |                                                    |
| Maler des Krakauer Alabastron         |                                                    | Vasenmaler                                         | Attika                                             | SF                                                 |                                                    |                                                                                             |                                                    |
| Kranich-Maler                         |                                                    | Vasenmaler                                         | Etrurien                                           | EG                                                 | 1/4 6. Jh.                                         |                                                                                             |                                                    |
| Krannert-Maler                        |                                                    | Vasenmaler                                         | Korinth                                            | SF                                                 |                                                    |                                                                                             |                                                    |
| Krëusa-Maler                          |                                                    | Vasenmaler                                         | Lukanien                                           | RF                                                 | Anfang 4. Jh.                                      | auch Creusa-Maler und Kreusa-Maler                                                          |                                                    |
| Kriegerfries-Maler                    |                                                    | Vasenmaler                                         | Korinth                                            | SF                                                 |                                                    |                                                                                             |                                                    |
| Kriton-Maler                          |                                                    | Vasenmaler                                         | Böotien                                            | SF                                                 | 4/4 6. Jh.                                         |                                                                                             |                                                    |
| Krokotos-Maler                        |                                                    | Vasenmaler                                         | Attika                                             | SF                                                 | Ende 6. Jh.                                        | Hauptvertreter und Namensgeber für die Krokotos-Gruppe                                      |                                                    |
| Kunze-Maler                           |                                                    | Vasenmaler                                         | Attika                                             | SG                                                 | 1/4 8. Jh.                                         |                                                                                             |                                                    |
| Kurashiki-Maler                       |                                                    | Vasenmaler                                         | Paestum                                            | RF                                                 |                                                    |                                                                                             |                                                    |
| Kuss-Maler                            |                                                    | Vasenmaler                                         | Attika                                             | RF                                                 | 520/10                                             | auch Kuß-Maler                                                                              |                                                    |
| KX-Maler                              |                                                    | Vasenmaler                                         | Attika                                             | SF                                                 | 585/70                                             | Vertreter der Komasten-Gruppe                                                               |                                                    |
| KY-Maler                              |                                                    | Vasenmaler                                         | Attika                                             | SF                                                 | 585/70                                             | Vertreter der Komasten-Gruppe                                                               |                                                    |
| Kyklopen-Maler                        |                                                    | Vasenmaler                                         | Lukanien                                           | RF                                                 | 3/3 4. Jh.                                         | auch Kyklops-Maler; englisch Cyclops Painter                                                |                                                    |
| Kyklops-Maler                         | siehe unter Kyklopen-Maler                         | siehe unter Kyklopen-Maler                         | siehe unter Kyklopen-Maler                         | siehe unter Kyklopen-Maler                         | siehe unter Kyklopen-Maler                         | siehe unter Kyklopen-Maler                                                                  | siehe unter Kyklopen-Maler                         |
| Kyknos-Maler                          |                                                    | Vasenmaler                                         | Etrurien                                           | SF                                                 | 1/4 5. Jh.                                         |                                                                                             |                                                    |
| Kyllenios-Maler                       |                                                    | Vasenmaler                                         | Attika                                             | SF                                                 | 2/4 6. Jh.                                         |                                                                                             |                                                    |

## Gruppen
| Name                                      | Wikidata                                 | Profession                               | Herkunft                                 | Stil                                     | Zeit                                     | Bemerkung | Beispiel                                 |
| ----------------------------------------- | ---------------------------------------- | ---------------------------------------- | ---------------------------------------- | ---------------------------------------- | ---------------------------------------- | --- | ---------------------------------------- |
| Kabiren-Gruppe                            |                                          | Vasenmaler                               | Böotien                                  | SF                                       | 425-350                                  | zur Gruppe gehören der Kabir-Maler, der Mystai-Maler und die Weinranken-Gruppe |                                          |
| Kairo-Gruppe                              |                                          | Vasenmaler                               | Attika                                   | RF                                       |                                          | |                                          |
| Kalinderu-Gruppe                          |                                          | Vasenmaler                               | Attika                                   | SF                                       |                                          | |                                          |
| Kamiros-Gruppe                            |                                          | Vasenmaler                               | Ostgriechenland                          | OR                                       | 640/25                                   | |                                          |
| Kamiros-Palmetten-Gruppe                  |                                          | Vasenmaler                               | Attika                                   | SF                                       | 3/3 6. Jh.                               | auch Gruppe der Kamiros-Palmetten |                                          |
| Kamm-und-Swastika-Gruppe II               |                                          | Vasenmaler                               | Apulien                                  | PE                                       | 2/4 6. Jh.                               | |                                          |
| Kampanische χεμαι-Gruppe                  |                                          | Vasenmaler                               | Kampanien                                | [ 1 ]                                    | um 300                                   | |                                          |
| Kampanisierende Gruppe                    |                                          | Vasenmaler                               | Etrurien                                 | RF                                       | 1/4 4 Jh.                                | englisch Campanizing Group |                                          |
| Kämpfende-Widder-Gruppe                   |                                          | Vasenmaler                               | Korinth                                  | PK                                       | 670/30                                   | |                                          |
| Gruppe der Kantharoi in Genf              |                                          | Vasenmaler                               | Apulien                                  | RF                                       |                                          | |                                          |
| Gruppe des Kantharos in Kiel              |                                          | Vasenmaler                               | Apulien                                  | RF                                       |                                          | englisch Kiel Kantharos Group; auch Kiel-Kantharos-Gruppe |                                          |
| Kantharos-Gruppe                          |                                          | Vasenmaler                               | Apulien                                  | RF                                       | 325-305                                  | gehört zur White Sakkos-Gruppe; zur Gruppe gehören der K-S-Maler, der Maler von Braunschweig 307-8 und der Maler von Vatikan Y 5 und 6 |                                          |
| Gruppe von Karlsruhe 66/140               |                                          | Vasenmaler                               | Apulien                                  | RF                                       | 3/4 4. Jh.                               | |                                          |
| Gruppe von Karlsruhe 237                  |                                          | Vasenmaler                               | Attika                                   | RF                                       |                                          | möglicherweise Teil der Ikaros-Seireniske-Gruppe |                                          |
| Gruppe von Karlsruhe 280                  |                                          | Vasenmaler                               | Attika                                   | RF                                       |                                          | |                                          |
| Karlsruhe-B-9-Dijon-Gruppe                |                                          | Vasenmaler                               | Apulien                                  | RF                                       | 380-360                                  | zur Gruppe gehören der Graz-Maler, der Dijon-Maler, der Fat-Duck-Maler, der Maler von Altamura 3, der Maler von Bari 1523, der Maler von Karlsruhe B 9, der Maler von Palermo 2177, der Maler von Wien 549, der Rodin-Maler sowie die Gruppe von Ruvo 892 |                                          |
| Karneia-Gruppe                            |                                          | Vasenmaler                               | Lukanien                                 | RF                                       |                                          | |                                          |
| Kassandra-Gruppe                          |                                          | Vasenmaler                               | Kampanien                                | RF                                       |                                          | |                                          |
| Gruppe von Kassel                         |                                          | Vasenmaler                               | Attika                                   | SF                                       | 3/4 6. Jh.                               | |                                          |
| Kemai-Gruppe                              |                                          | Vasenmaler                               | Kampanien                                | RF                                       |                                          | |                                          |
| Kentauren-Gruppe                          |                                          | Vasenmaler                               | Apulien                                  | RF                                       | 4/4 4. Jh.                               | |                                          |
| Gruppe des Kentauren im Britischen Museum |                                          | Vasenmaler                               | Apulien                                  | RF                                       | 3/4 4. Jh.                               | auch BM-Centaur-Gruppe, englisch Group of B.M. Centaur beziehungsweise englisch B.M. Centaur Group |                                          |
| Gruppe der Kentaurenfreunde               |                                          | Vasenmaler                               | Attika                                   | SF                                       |                                          | auch Gruppe der Freunde des Kentauren |                                          |
| Kerameikos-Gruppe                         |                                          | Vasenmaler                               | Korinth                                  | SF                                       | 630–615                                  | |                                          |
| Kern-Gruppe                               |                                          | Vasenmaler                               | Attika                                   | SF/SH                                    |                                          | |                                          |
| Gruppe der Kervokian Oinochoe             |                                          | Vasenmaler                               | Attika                                   |                                          |                                          | |                                          |
| Kiel-Kantharos-Gruppe                     | siehe unter Gruppe des Kantharos in Kiel | siehe unter Gruppe des Kantharos in Kiel | siehe unter Gruppe des Kantharos in Kiel | siehe unter Gruppe des Kantharos in Kiel | siehe unter Gruppe des Kantharos in Kiel | siehe unter Gruppe des Kantharos in Kiel | siehe unter Gruppe des Kantharos in Kiel |
| Kiskunhalas Sub-Group                     |                                          | Vasenmaler                               | Apulien                                  | RF                                       | 345–305                                  | gehört zur Gruppe von Zürich 2662 |                                          |
| Kittos-Gruppe                             |                                          | Vasenmaler                               | Attika                                   | SF                                       |                                          | Produzenten Panathenäischer Preisamphoren, nach dem Töpfer Kittos benannt |                                          |
| Klazomenische Gruppe                      |                                          | Vasenmaler                               | Klazomenai                               | SF                                       |                                          | |                                          |
| Kleine-Thyrsos-Gruppe                     |                                          | Vasenmaler                               | Kampanien                                | RF                                       | 3/4 4. Jh.                               | |                                          |
| Gruppe der kleinen Halsamphoren           |                                          | Vasenmaler                               | Attika                                   | SF                                       |                                          | |                                          |
| Gruppe der kleinen Schwarzhals-Lekythen   |                                          | Vasenmaler                               | Attika                                   | SF                                       |                                          | |                                          |
| Kleinmeister-Gruppe                       |                                          | Töpfermaler                              | Attika                                   | SF                                       | 6. Jh.                                   | Stilistische Gruppe aufgrund ihrer Bevorzugung bestimmter kleiner Vasenformen und der Dekorationsschemen bestehend aus dem Töpfern Anakles, Antidoros, Archeneides, Archikles, Charitaios, Chiron, Epitimos, Ergoteles, Eucheiros, Gageos, Glaukytes, Hermogenes, Hischylos, Kaulos, Kolchos, Kritomenes, Myspios, Neandros, Phrynos, Priapos, Sokles, Sondros, Taleides, Teisias, Telesias, Thrax, Thypheitides, Tlempolemos, Tleson, Xenokles sowie den Vasenmalern Maler von Agora P 1241, Ano-Achaïia-Maler, Karithaios-Maler, Kentauren-Maler, Neandros-Maler, Oakeshott-Maler, Maler des Palermo Gorgoneions, Phrynos-Maler, Sakonides, Sokles-Maler, Taleides-Maler, Tleson-Maler, Maler von Vatikan G 62, Xenokles-Maler, Charon-Gruppe, Golvol-Gruppe, Gruppe von Louvre F 81, Gruppe von Rhodos 12264, Gruppe von Toronto 289, Gruppe von Vatikan G 61 und Gruppe von Villa Giulia 3559 |                                          |
| Knudsen-Gruppe                            |                                          | Vasenmaler                               | Apulien                                  | GN                                       | um 300                                   | |                                          |
| Komasten-Gruppe                           |                                          | Vasenmaler                               | Attika                                   | SF                                       | 585/60                                   | bedeutendste Vertreter der Gruppe waren der KX- und der KY-Maler |                                          |
| Konnakis-Gruppe                           |                                          | Vasenmaler                               | Apulien                                  | GN                                       | 375-350                                  | Hauptmeister war der namensgebende Konnakis-Maler |                                          |
| Gruppe der konzentrischen Kreise          |                                          | Töpfermaler                              | Attika                                   | SG                                       | 735/720                                  | |                                          |
| Gruppe von Kopenhagen 99                  |                                          | Vasenmaler                               | Attika                                   | SF                                       | 3/4 6. Jh.                               | |                                          |
| Gruppe von Kopenhagen 114                 |                                          | Vasenmaler                               | Attika                                   | SF                                       | Ende 6. Jh.                              | |                                          |
| Gruppe von Kopenhagen 3817                |                                          | Töpfer                                   | Etrurien                                 | SK                                       | 3. Jh.                                   | |                                          |
| Gruppe von Kopenhagen 4223                |                                          | Vasenmaler                               | Apulien                                  | RF                                       | 350-330                                  | benannt nach dem Maler von Kopenhagen 4223 |                                          |
| Gruppe von Kopenhagen 6442                |                                          | Vasenmaler                               | Attika                                   | RF                                       |                                          | |                                          |
| Gruppe des Kopenhagener Kopfes            |                                          | Vasenmaler                               | Apulien                                  | RF                                       | 330-300                                  | |                                          |
| Kopenhagener Lekanis-Gruppe               |                                          | Vasenmaler                               | Kampanien                                | RF                                       |                                          | |                                          |
| Gruppe des Kopenhagener Tänzers           |                                          | Vasenmaler                               | Apulien                                  | RF                                       | Mitte 4. Jh.                             | aus der Dareios-Unterwelt-Werkstatt, benannt nach dem Maler des Kopenhagener Tänzers |                                          |
| Kopenhagen-Syriskos-Gruppe                | siehe unter Syriskos-Gruppe              | siehe unter Syriskos-Gruppe              | siehe unter Syriskos-Gruppe              | siehe unter Syriskos-Gruppe              | siehe unter Syriskos-Gruppe              | siehe unter Syriskos-Gruppe | siehe unter Syriskos-Gruppe              |
| Gruppe des Krakauer Alabastron            |                                          | Vasenmaler                               | Attika                                   | WG                                       |                                          | |                                          |
| Gruppe des Krakauer Peleus                |                                          | Vasenmaler                               | Attika                                   | SF                                       |                                          | |                                          |
| Gruppe des Kraters Cambridge 7/25         | siehe unter Gruppe von Cambridge 7/25    | siehe unter Gruppe von Cambridge 7/25    | siehe unter Gruppe von Cambridge 7/25    | siehe unter Gruppe von Cambridge 7/25    | siehe unter Gruppe von Cambridge 7/25    | siehe unter Gruppe von Cambridge 7/25 | siehe unter Gruppe von Cambridge 7/25    |
| Kreusa-Dolon-Gruppe                       |                                          | Vasenmaler                               | Lukanien                                 | RF                                       | 1/4 4. Jh.                               | Hauptvertreter waren der Krëusa-Maler und der Dolon-Maler |                                          |
| Gruppe des kriechenden Jungen             |                                          | Vasenmaler                               | Attika                                   | RF                                       |                                          | englisch Crawling Boy Group |                                          |
| Krieger-Gruppe                            |                                          | Vasenmaler                               | Korinth                                  | SF                                       |                                          | |                                          |
| Kriton-Gruppe                             |                                          | Vasenmaler                               | Attika                                   | SF                                       | Mitte 6. Jh.                             | benannt nach dem Töpfer Kriton, außerdem war Lysias zugehörig |                                          |
| Krokotos-Gruppe                           |                                          | Vasenmaler                               | Attika                                   | SF                                       | Ende 6. Jh.                              | auch Krokotos-Werkstatt, benannt nach dem Krokotos-Maler |                                          |
| Krotala-Gruppe                            |                                          | Töpfer                                   | Attika                                   | SF                                       |                                          | |                                          |
| Kuban-Gruppe                              |                                          | Vasenmaler                               | Attika                                   | SF                                       | 2/2 5. Jh.                               | Produzenten Panathenäischer Preisamphoren |                                          |
| Kyminnon-Gruppe                           |                                          | Vasenmaler                               | Apulien                                  | RF                                       | Mitte 4. Jh.                             | |                                          |

## Klassen
| Name                                      | Wikidata                        | Profession                      | Herkunft                        | Stil                            | Zeit                            | Bemerkung | Beispiel                        |
| ----------------------------------------- | ------------------------------- | ------------------------------- | ------------------------------- | ------------------------------- | ------------------------------- | --- | ------------------------------- |
| Klasse K                                  |                                 | Töpfer                          | Attika                          | RF/PL                           |                                 | |                                 |
| Klasse der Kalpiden der Rote-Linie-Gruppe |                                 | Töpfer                          | Attika                          | SF                              |                                 | |                                 |
| Kensington-Klasse                         |                                 | Töpfer                          | Attika                          | RF                              | Mitte 5. Jh.                    | Töpfer von Stamnoi |                                 |
| Keyside-Klasse                            |                                 | Töpfer                          | Attika                          | SF                              | 1/4 5. Jh.                      | auch Klasse der Schlüsselmuster-Ränder; Oinochoentöpfer                                                                               |                                 |
| Kleine-Löwen-Klasse                       |                                 | Vasenmaler                      | Attika                          | SF                              | frühes 5. Jh.                   | auch Little-Lion-Klasse; Nachfolger des Edinburgh-Malers, wichtigster Vertreter war der Sappho-Maler, daneben auch der Diosphos-Maler |                                 |
| Kleinmeister                              | siehe unter Kleinmeister-Gruppe | siehe unter Kleinmeister-Gruppe | siehe unter Kleinmeister-Gruppe | siehe unter Kleinmeister-Gruppe | siehe unter Kleinmeister-Gruppe | siehe unter Kleinmeister-Gruppe | siehe unter Kleinmeister-Gruppe |
| Knipowitsch-Klasse                        |                                 | Vasenmaler                      | Klazomenai                      | SF                              |                                 | |                                 |
| Koine-Klasse                              |                                 | Töpfer                          | Attika                          | RF                              |                                 | |                                 |
| Klasse von Kopenhagen 68                  |                                 | Töpfer                          | Attika                          | SF                              |                                 | benannt nach dem Maler von Kopenhagen 68C                                                                                             |                                 |
| Klasse von Kopenhagen 4986                |                                 | Töpfer                          | Attika                          | RF/WG                           |                                 | |                                 |
| Klasse der Kopenhagener Chous             |                                 | Töpfer                          | Attika                          | RF                              |                                 | |                                 |
| Krakau-Klasse                             |                                 | Töpfer                          | Attika                          | SF                              | 3/4 6. Jh.                      | englisch Crakow Class |                                 |
| Kuhkopf-Klasse                            |                                 | Töpfer                          | Attika                          | RF/PL                           |                                 | |                                 |
| Kuhn-Klasse                               |                                 | Töpfer                          | Attika                          | SF                              | 4/4 6. Jh. – 1/4 5. Jh.         | |                                 |
| Kytinos-Klasse                            |                                 | Töpfer                          | Attika                          | RF/PL                           |                                 | Töpfer von Kopfgefäßen |                                 |

## Werkstätten
| Name                            | Wikidata                    | Profession                  | Herkunft                    | Stil                        | Zeit                        | Bemerkung | Beispiel                    |
| ------------------------------- | --------------------------- | --------------------------- | --------------------------- | --------------------------- | --------------------------- | --- | --------------------------- |
| Kassandra-Parrish-Werkstatt     |                             | Töpfermaler                 | Kampanien                   | RF                          |                             | dazu gehörten die Kassandra-Gruppe, der Kassandra-Maler und der Parrish-Maler                                                                      |                             |
| Werkstatt von Kerameikos 3627   |                             | Töpfermaler                 | Attika                      | SG                          | 2/4 8. Jh.                  | |                             |
| Atelier der kleinen Stempelchen |                             | Töpfer                      | Etrurien                    | SF                          | 1/2 3. Jh.                  | auch Atelier des petites estampilles beziehungsweise Groupe des petites estampilles, steht in Beziehung zur Pocolom-Gruppe und zur Vulcanus-Gruppe |                             |
| Krokotos-Werkstatt              | siehe unter Krokotos-Gruppe | siehe unter Krokotos-Gruppe | siehe unter Krokotos-Gruppe | siehe unter Krokotos-Gruppe | siehe unter Krokotos-Gruppe | siehe unter Krokotos-Gruppe | siehe unter Krokotos-Gruppe |
| Werkstatt der krummen Swastikas |                             | Töpfermaler                 | Attika                      | SG                          | 3/3 8. Jh.                  | |                             |